# 능동 (서울)
능동(陵洞)은 서울특별시 광진구의 행정동, 법정동이다.

## 개요
능동은 주변 마을에서 가장 많은 주민들이 살고 있었던 지역으로 크게 번성할 때에는 약 300여가구가 살고 있었다. 과거 일부 성씨들이 모여 살던 집성촌이었으나, 1904년 순명황후의 유강원이 조성되면서 능골이라고 불렀다. 치성제를 올리는 치성당을 중심으로 방향에 따라 세촌으로 나뉘어 불렸다. 치성당의 북쪽, 남쪽, 서쪽으로 위치한 마을을 각각 북촌, 남촌, 서촌이라고 불렀다.

## 법정동
- 능동

## 교육
- 경복초등학교
- 선화예술중학교
- 선화예술고등학교

## 교통
- ● 수도권 전철 5호선
  - 아차산역
- ● 서울 지하철 7호선
  - 어린이대공원역

## 명소
- 서울어린이대공원

## 같이 보기
- 대한민국의 행정 구역